# Abdullahi Qarshe
Abdullahi Qarshe, właśc. Mahmud Muhammad (som. Cabdullahi Kharshee; ur. 1924 w Moshi, zm. 1994?) – somalijski kompozytor i pisarz, autor słów i muzyki do Qolobaa Calankeed, narodowego hymnu Somalii. Jeden z pionierów somalijskiej muzyki, nazywany przez niektórych ojcem somalijskiej muzyki.
Urodził się w 1924 w dzielnicy Moshi zamieszkanej przez somalijskich imigrantów jako Mahmud Muhammad. Jego ojciec był biznesmenem, który wyemigrował z regionu Sanaag (obecnie część nieuznawanego Somalilandu). W 1931 roku przybył wraz z rodzicami do Adenu, w którym podjął naukę. Tam też po raz pierwszy zetknął się z audycjami radiowymi i kinem, w tym z muzyką arabską i hinduską. Zainspirowało go to do zakupu swojej pierwszej lutni i do tworzenia muzyki w języku somalijskim (pierwszą piosenkę pt. Ka Kacay! Ka Kacay! stworzył w 1948 roku).
W 1945 przybył do Hargejsy, w której pracował jako urzędnik dla brytyjskiej administracji wojskowej. Był także członkiem założonej w 1955 roku grupy artystów o nazwie Walaalo Hargeysa (Bracia Hargejsy).
W 1959 roku napisał utwór o nazwie Qolobaa Calankeed, który Qarshe napisał na cześć somalijskiej flagi. Został on przyjęty jako hymn Somalii w 2012 roku jako następca Soomaaliyeey toosoo, poprzedniego hymnu autorstwa Alego Mire Awale i Yusufa Hajiego Adena.